# Pitó verd

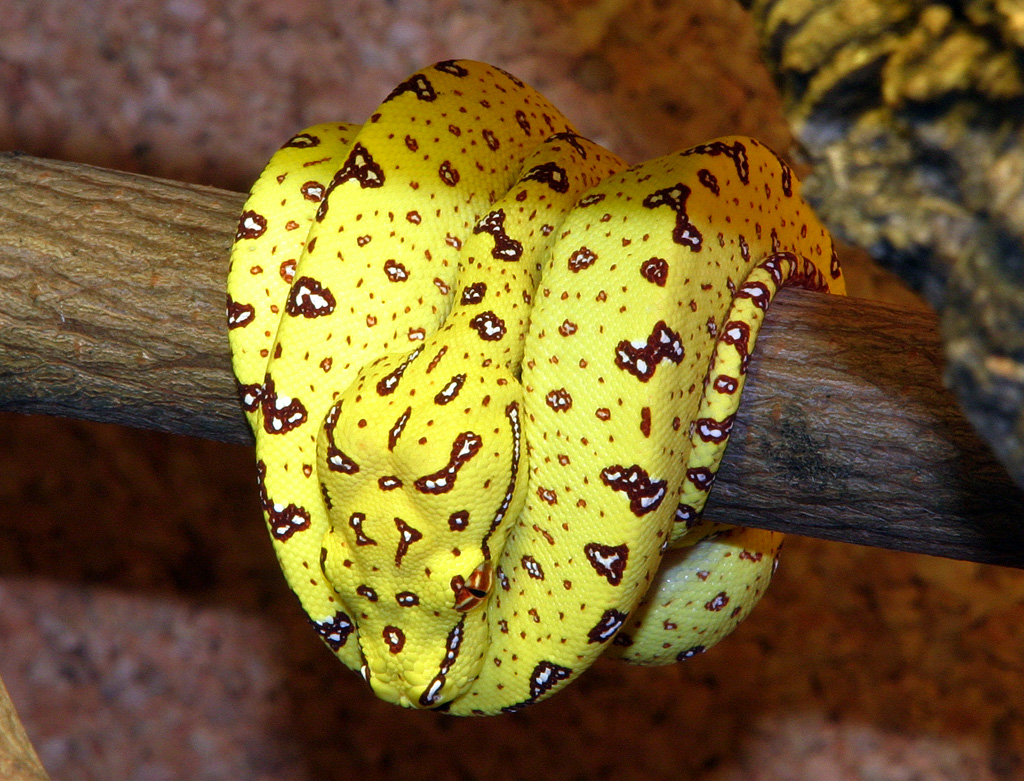
Exemplar jove

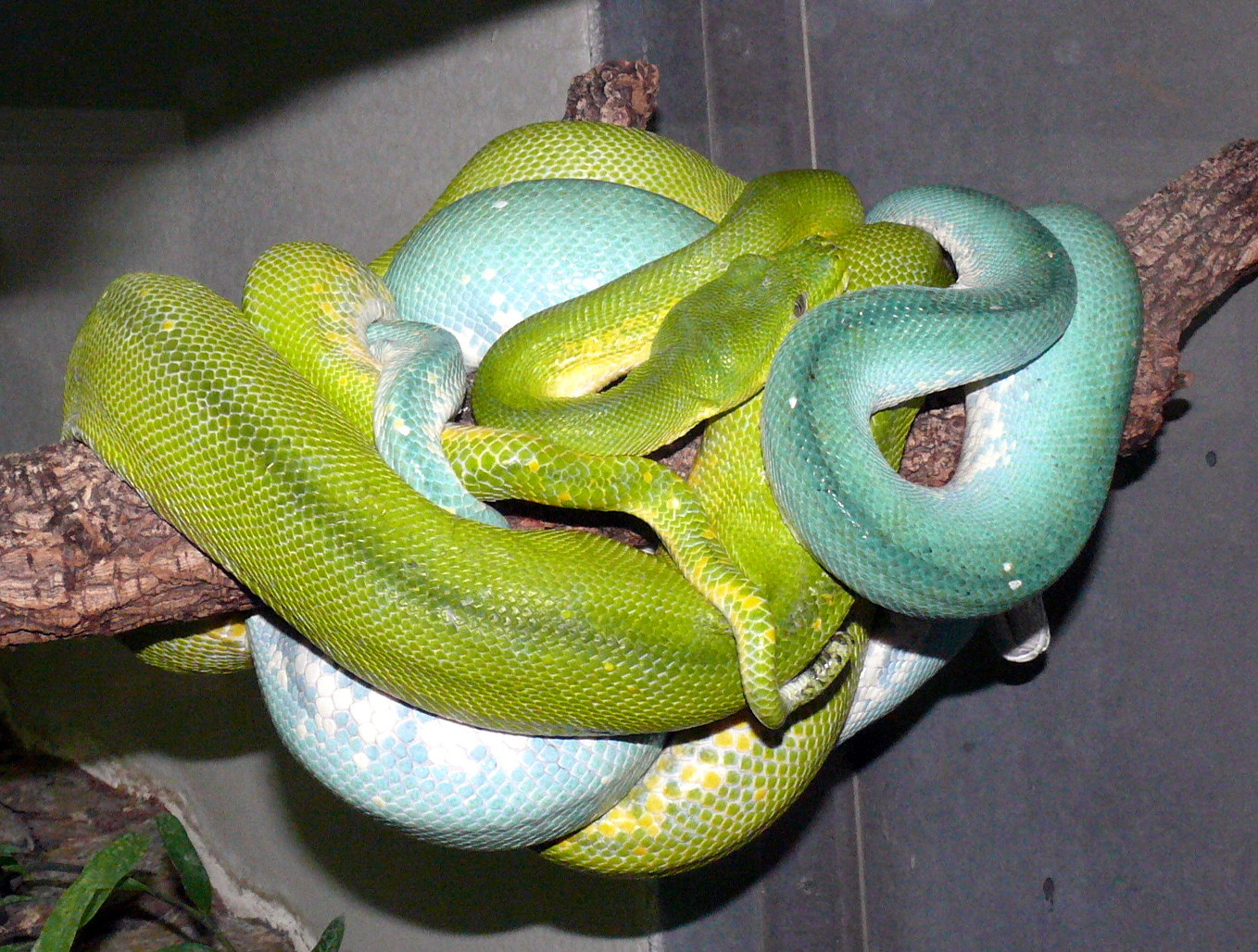
Dos exemplars al zoo de Berlín. Les femelles tenen sovint un color blavós quan estan embarassades

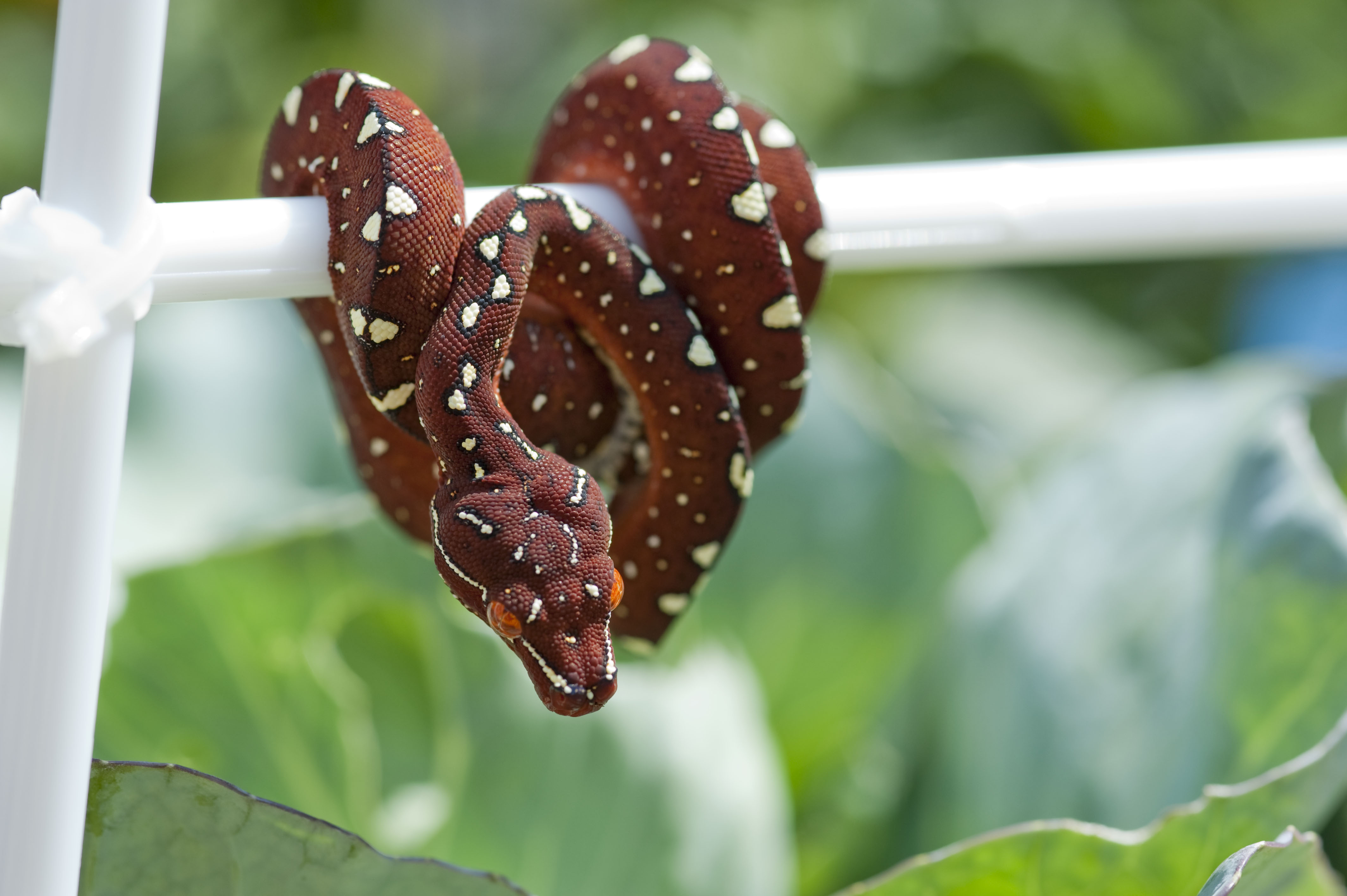
Exemplar juvenil

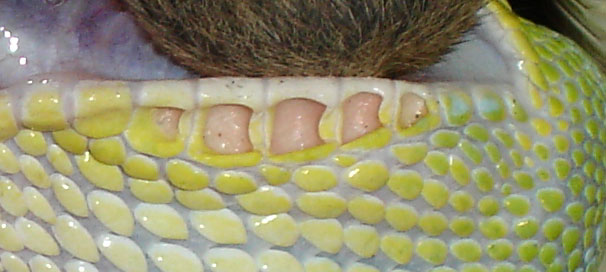
Detall de les fosses labials

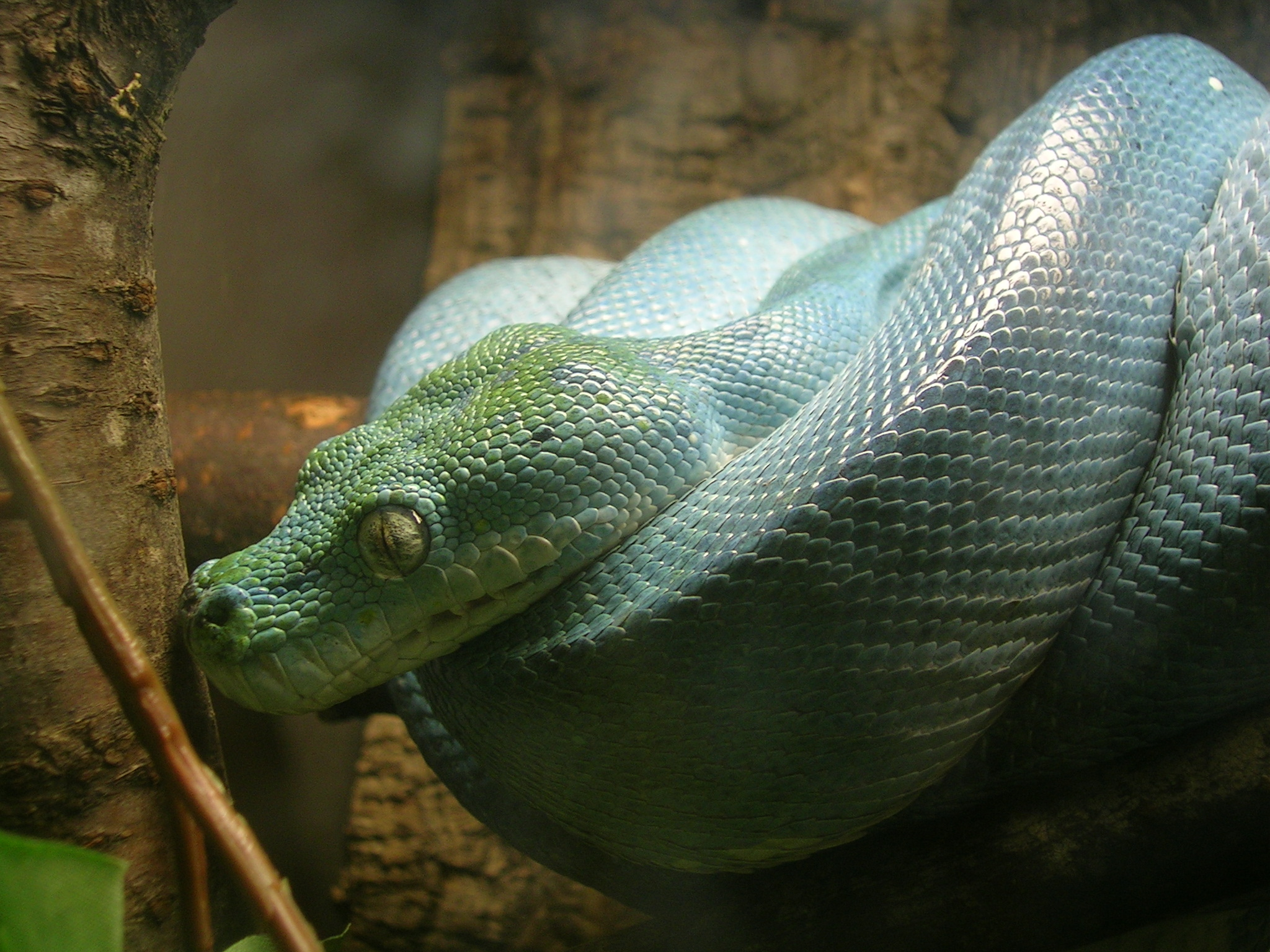
Pitó verd al terrari d'Oslo

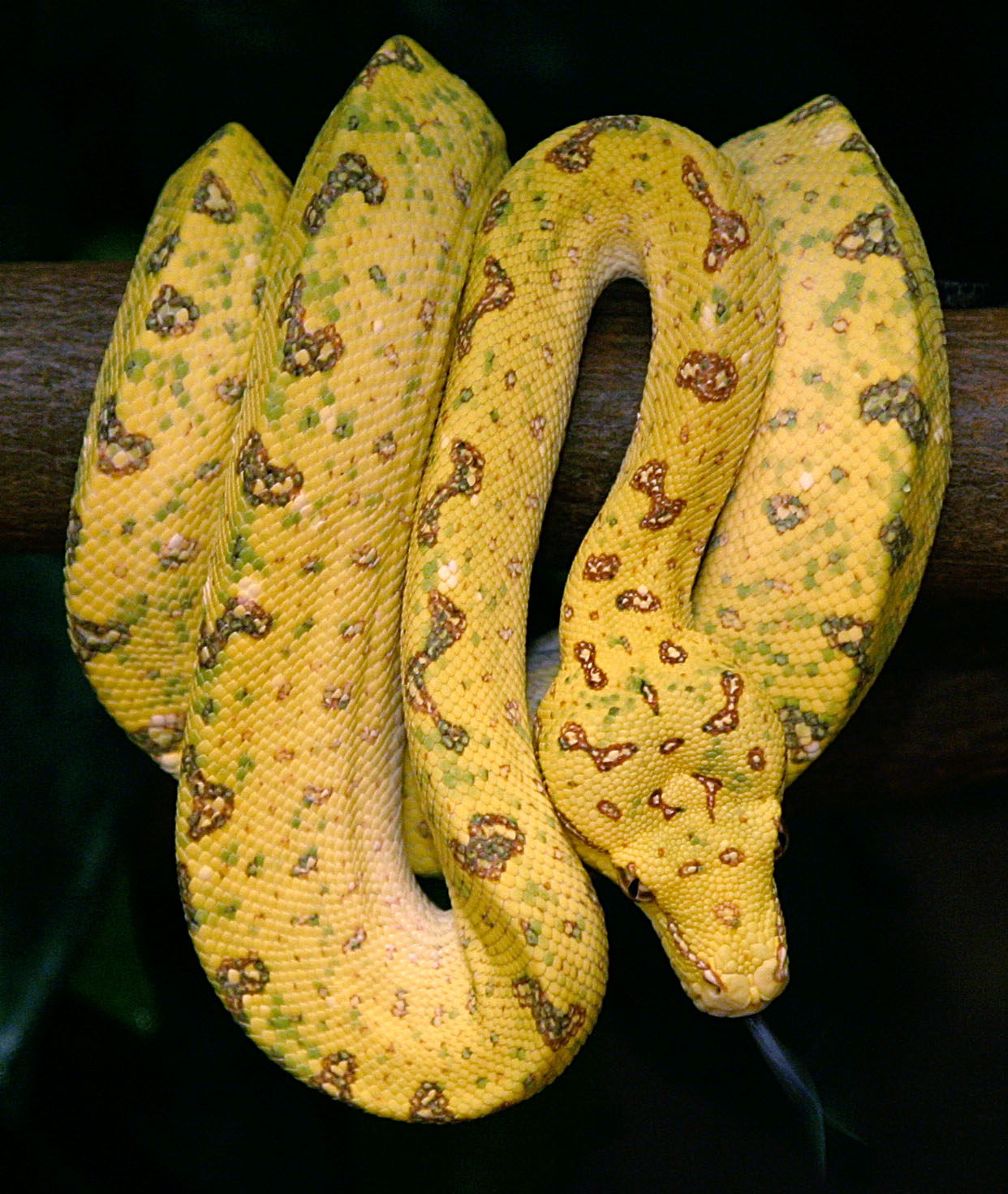
Pitó verd durant el canvi de color

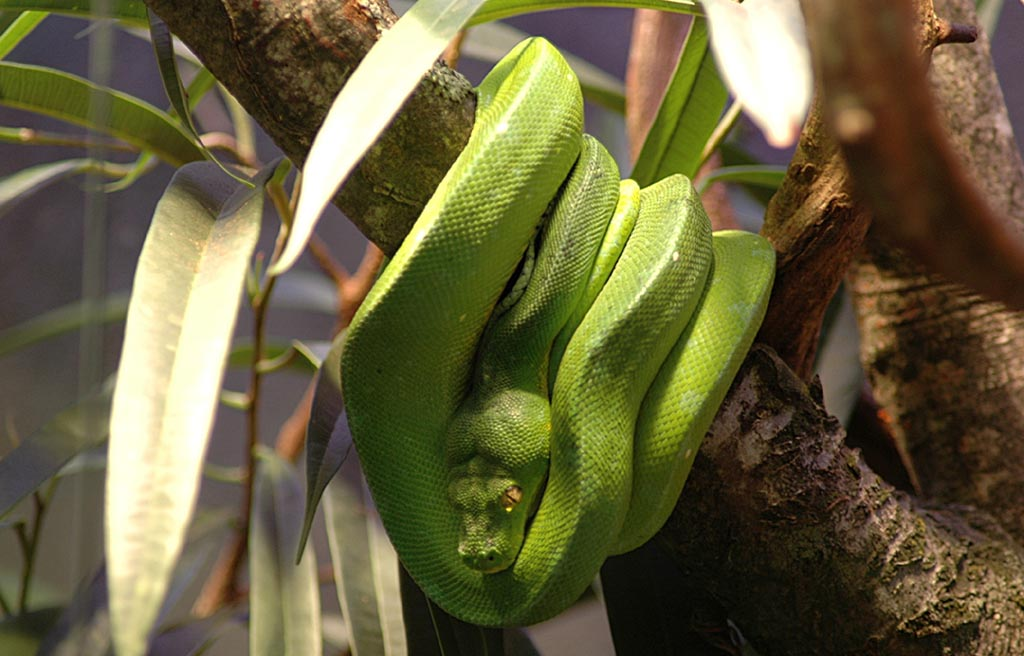
Pitó verd

El pitó verd (Morelia viridis) és una espècie de pitó de la família dels pitònids.

## Descripció
- Cos de secció triangular i amb el cap clarament diferenciat del tronc.
- Pot assolir 200 cm de llargària màxima, tot i que la mitjana és de 120 (100 el mascle i 129 la femella).[4]
- És molt prima i, en general, de color verd brillant, amb una línia vertebral sovint discontínua de color blanc o groc, tot i que n'hi ha adults de color blau (cianomorfs) o groc. Les cries són extremadament variables pel que fa a la coloració, ja que poden ser des del color vermell teula fins al groc llimona o el marró (fins i tot, dins de la mateixa posta), i tenen la línia vertebral més marcada i contínua. La coloració juvenil es manté aproximadament uns tres anys amb una lenta transició cap al color verd de força setmanes.
- Presenta una sèrie de taques dorsals o laterals de color blanc o blau.
- Ulls amb les pupil·les verticals i l'iris marró.
- Té fossetes termoreceptores al llarg dels llavis superior i inferior.
- Les dents assoleixen una gran mida i es troben corbades fortament cap enrere.
- Escates del cap irregulars i petites.
- Cua prènsil, amb la punta molt prima i de color blau, tot i que la part ventral és de color crema o groc brillant.
- Els adults no presenten dimorfisme sexual, encara que les femelles juvenils tenen el cap més ample i llarg en comparació amb els mascles de grandària similar.[5][6][7][8]

## Subespècies
- Morelia viridis shireenae (Hoser, 2003)
- Morelia viridis viridis (Schlegel, 1872)[2][9]

## Reproducció
És ovípar, la seua temporada de reproducció s'estén des de finals de l'agost fins a finals del desembre, els ous (entre 6 i 30) són postos des del novembre fins al febrer en els buits dels arbres o entre les plantes epífites, i el període d'incubació és de 39-65 dies. Les cries fan 30 cm en néixer. Els mascles assoleixen la maduresa sexual al voltant dels 2,4 anys de vida i les femelles als 3,6.

## Alimentació
Es nodreix d'aus, ratpenats i petits rosegadors (com ara, Rattus leucopus i Melomys capensis a la península de York), els quals acostuma a sorprendre amb un ràpid atac en què la serp queda subjecta a la branca mitjançant la seua cua forta i prènsil.

## Depredadors
És depredat per Cracticus quoyi, l'astor variable (Accipiter novaehollandiae), Henicopernis longicauda, Megatriorchis doriae, Accipiter meyerianus, Harpiopsis novaeguineae, Accipiter poliocephalus, Accipiter melanochlamys, Accipiter buergersi, Ninox rufa, el varà dels manglars (Varanus indicus), el dingo (Canis lupus dingo) i el gat marsupial de Nova Guinea (Dasyurus albopunctatus).

## Hàbitat i distribució geogràfica
Viu a les regions tropicals humides i càlides (des del nivell del mar fins als 1.850 m d'altitud) de l'extrem nord d'Austràlia (la península del Cap York a Queensland), Indonèsia (Papua occidental), Papua Nova Guinea i les Illes Salomó.

## Costums
És l'espècie de pitó més arborícola (tot i que també baixa al terra de tant en tant) i és molt característica la postura que adopta quan descansa: completament enrotllada sobre una branca i amb el cap sobre el cos. Com a adult, és nocturn (dorm de dia) i caça principalment de nit. Les femelles són més actives durant el febrer i els mascles entre el gener i el març. No obstant això, des de l'abril fins al començament de la temporada de cria a l'octubre, ambdós sexes són sedentaris i inactius.

## Longevitat
Pot viure com a mínim 15 anys i com a màxim 19. En captivitat, pot arribar als 20.

## Confusió amb altres espècies
Aquesta espècie és un excepcional exemple de convergència evolutiva amb la boa maragda (Corallus caninus), ja que ambdues espècies comparteixen un hàbitat (la selva tropical) i una forma de vida pràcticament iguals (són arborícoles depredadores, tenen dietes similars, canvien d'un estil de vida diürn durant l'etapa juvenil a un altre de nocturn en l'edat adulta i, curiosament, pateixen un canvi ontogenètic del color vermell o groc juvenil al verd brillant adult) i, per tant, la seva aparença és molt semblant. No obstant això, hi ha diferències significatives entre totes dues: les fossetes termoreceptores són molt prominents en la boa i ocupen tota la mandíbula superior, mentre que en el pitó verd només són presents a les escates supralabials anteriors. A més, les boes pareixen les cries ja desenvolupades, mentre que la femella del pitó verd pon ous.

## Amenaces
És cada vegada més popular en el comerç d'animals de companyia, la qual cosa n'ha resultat en la captura constant d'espècimens silvestres. A més, els pobles indígenes de Nova Guinea la fan servir com a aliment.